# Yeah, It's That Easy
Albums de G. Love and Special Sauce
Coast to Coast Motel
(1995) Philadelphonic
(1999)
Yeah, It's That Easy est le troisième album de G. Love and Special Sauce, sorti en 1997.

## L'album

### Titres
Tous les titres sont de Garrett Dutton (G. Love). 
1. Stepping Stones (4:24)
2. I-76 (All Fellas Band) (3:46)
3. Lay Down the Law (All Fellas Band) (5:37)
  - En hommage à Greg Burgess
4. Slipped Away (The Ballad of Lauretha Vaird) (G. Love, C. Treece) (4:47)
  - A la mémoire de Lauretha Vaird
5. You Shall See (4:15)
6. Take You There (3:11)
7. Willow Tree (3:27)
8. Yeah, It's That Easy (G. Love, J. Clemens) (5:37)
9. Recipe (3:36)
10. 200 Years (All Fellas Band) (2:33)
11. Making Amends (G. Love, J. Clemens) (4:17)
12. Pull the Wool (9:23)
13. When We Meet Again (4:49)

### Musiciens
- Garrett Dutton (G. Love) : guitare, harmonica, voix
- Jeffrey Clemens : batterie, percussions, voix
- Jimmy Prescott : basse, contrebasse
- Dr. John : orgue hammond, piano
- King Kane : basse, chœurs
- Katman : basse, voix
- Jony V : batterie
- Chuck Treece : batterie
- Smiles : voix
- BroDeeva, Mary Harris : chœurs
- All Fellas Band : chœurs, percussions
- Mike Tyler : choeurs
- Jay Davidson : piano